# Fabiola Toupin
Pour les articles homonymes, voir Toupin.
Fabiola Toupin, née le 6 mai 1975 à Trois-Rivières au Québec, est une artiste et interprète. Elle s’est notamment fait connaître en tenant le premier rôle de l’Opéra folk « Un éternel Hiver » de Lynda Lemay.

## Biographie
Bien qu'elle eût déjà joué le rôle de Fantine au sein de la production Les Misérables et qu'elle eut déjà atteint la finale de Cégeps en spectacle, c’est à 19 ans que sa carrière débute avec un premier spectacle intitulé « Brel valse avec Piaf ». Présenté au café-bar le Zénob et à la salle Rodolphe-Mathieu de l'UQTR, le spectacle débute avec une douzaine de chansons de Brel, dont La Tendresse, Les prénoms de Paris, Marieke, Ne me quitte pas et Voir un ami pleurer et se termine avec une dizaine de Piaf parmi lesquelles on compte J'm'fous pas mal, Johnny, La foule, L'Homme à la moto et Milord. Déjà, on peut lire dans la presse qu'elle impressionne par sa présence, sa voix et un choix très judicieux de chansons.
Au fil des ans, sa notoriété grandit dans toute la région de Trois-Rivières en participant à nombre de projets (hommages, galas, Festival de l'art vocal, Festival International de Poésie…).
En 2001, alors que sa carrière est en pleine ascension, elle est choisie comme artiste principale de l'événement « Trois-Rivières en chansons » et participe à l’émission « Le plaisir croît avec l'usage » (Télé-Québec) à l’invitation de Claude Léveillée. Elle s’y produira à nouveau l’année suivante à la demande de Paul Buissonneau. C’est ce jour-là que Lynda Lemay la découvre par écran interposé et la qualifie de « Bijou d’artiste ».
En 2003, elle présente pour la première fois un spectacle en France lors du festival des Haz'arts Afriquébec (en Bretagne) dont elle est la marraine. Son premier spectacle parisien a lieu quelques jours plus tard au Centre Culturel Canadien à l'occasion de la Fête de la musique. C'est ici que Gérard Davoust (l'éditeur de Lynda Lemay et Charles Aznavour) et Michel Rivegauche (auteur pour Édith Piaf) viennent la découvrir.
En 2004, après de très nombreux spectacles à travers le Québec, Fabiola est de retour en France pour une tournée organisée par l'association France-Québec dans une quinzaine de villes.
C’est l’année suivante que commence l’aventure « Un Éternel Hiver ». Pour cet Opéra folk écrit, composé et mis en scène par Lynda Lemay, Fabiola se glisse dans la peau de Manon, un personnage à la fois fort et fragile. Elle y interprète 25 des 51 chansons, qui seront enregistrées sur un double album paru chez Warner.
Parallèlement aux représentations de l’Opéra folk, Fabiola poursuit son chemin et présente son spectacle « Revenance » aussi bien au Québec qu’en France, Belgique, Espagne, Suisse, Pologne, Lettonie ou bien encore République tchèque. Ce répertoire est empreint de poésie, Fabiola y chante les mots de poètes québécois contemporains (Jean-Paul Daoust, Serge Mongrain, Madeleine Saint-Pierre, Yves Boisvert, Guy Marchamps, Jean Lafrenière…). Elle a choisi 13 chansons inspirées de poèmes pour donner naissance à son tout premier album, « Je reviens d’ici », paru en septembre 2007.
Membre fondatrice d’un groupe de percussionnistes, Les Bebeats, elle évolue aussi dans le domaine symphonique, aux côtés de prestigieux ensembles comme l’Orchestre symphonique de Trois-Rivières ou, en France, l’Orchestre National des Pays de la Loire, qui l’a invitée pour six représentations exceptionnelles « Fabiola chante Piaf en Symphonie » fin 2007 à la Cité des Congrès de Nantes. Dans la même année, son premier album «Je reviens d’ici» voit le jour. Cet opus poétique dévoile son amour des mots et de ceux qui les manient.
Dans le cadre de la semaine de la francophonie, elle se verra offrir en 2005, une tournée en Europe de l’Est en 2010 et en 2014, ce sont l’Amérique centrale et l’Amérique du sud qui lui ouvrent les bras. Pour nous livrer son regard sur le monde, elle use de sa propre plume et multiplie les collaborations et en 2010, son 2e album « Quand l’amour bascule», ouvre un nouveau chapitre dans son histoire musicale, entre jour et nuit, sur la ligne fine où la désillusion côtoie le rêve et l’espoir. On y retrouve des textes et musiques de Lynda Lemay, Claude Lemesle (Joe Dassin, Reggiani) et bien d’autres, que la voix chaude et nuancée de Fabiola porte admirablement, accompagnée d’arrangements folk efficaces et raffinés. 2013 marquait le 50e du décès d’Édith Piaf et le 35e de celui de Jacques Brel, depuis elle offre un tour de chant composé du répertoire de ces deux grands de la chanson française et a enregistré en spectacle, « Fabiola Piaf & Brel », son 3e album tant attendu par son public.
En 2016, c’est dans la foulée du succès de son hommage à Piaf et Brel que Fabiola Toupin nous offre un nouveau spectacle dédié à Charles Aznavour intitulé « LA BOHÈME ». Sous les cordes vibrantes du piano, les chansons de Charles Aznavour s’habillent de jazz, de rythmes chauds et de tendres notes pour servir cet univers cabaret réaliste. .

## Spectacles principaux
1994-1995Brel Valse avec Piaf
Avec : Pierre Verville (arrangements, clavier), Marie-Josée Guilbeault (violon), Didier Dumoutier (accordéon), Christian Laflamme (percussions) et Jean-François Martel (contrebasse)Contribution aux arrangements: Steve Normandin : Spectacle composé de reprises des chansons d’Édith Piaf et Jacques Brel.
2002Cabaret Bazardage
Avec : Manu Trudel et Renée Houle
2003Quand ça balance
Avec : Gilles Hamelin, André Chiasson et Philippe Roy :
Spectacle de jazz français dans lequel elle interprète des chansons de Michel Legrand, Claude Nougaro, Boris Vian, Charles Aznavour, Sylvain Lelièvre et Félix Leclerc.
2003Rive Nord
Avec : Manu Trudel et Marie-Anik Chateauneuf
2004Présence
Avec : Manu Trudel : Répertoire formé de compositions d'auteurs du Québec et d'interprétations choisies dans les grandes chansons québécoises et françaises.
2005-2006Un éternel Hiver
Avec : Lynda Lemay, Manon Brunet, Yvan Pedneault, Daniel Jean… : Spectacle musical mettant en scène l’histoire d’amour d’un jeune couple sur fond de malentendus et d’intolérance.
2005-2007Revenance
Avec : (en alternance) Manu Trudel, Pierre Verville, Sébastien Dufour, David Robert, Réjean Bouchard : Spectacle bâti autour de compositions de Manu Trudel ainsi que de chansons de Piaf, Brel ou Leclerc et de poèmes mis en musique.
2006-2007Piaf en Symphonie / Fabiola chante Piaf
Avec un orchestre symphonique (OSTR/ONPL) : Spectacle composé de chansons d’Edith Piaf réarrangées en version symphonique.
2007-2010Spectacle "Je reviens d'ici" en tournée à travers le Québec et la France.
2010-2012Spectacle "Quand l'amour bascule" en tournée à travers le Québec.
2011Soliste à la revue musicale T'Estimo
2013-...
Spectacle "Fabiola Piaf & Brel"
2016-...
Spectacle "LA BOHÈME, Fabiola chante Aznavour":

## Discographie
CD
- 2006 : Un éternel hiver
- 2007 : Je reviens d’ici
- 2010 : Quand l'amour bascule
- 2013 : Fabiola Piaf & Brel
- 2016 : LA BOHÈME, Fabiola chante Aznavour

DVD
- 2005 : Les triplettes de Kassa

## Prix
- 2005 : Prix à la création artistique du Conseil des arts et des lettres du Québec
- 2005 : Prix, Éclair de Jeunesse Volet Jeune Ambassadeur[7], Forum Jeunesse
- 2007 : Prix Trois-Rivières sans frontières, Grand Prix Culturel de la Ville de Trois-Rivières
- 2009 : Ordre de La Vérendrye